# Macy (nome)
Macy  è un nome proprio di persona inglese femminile.

## Varianti
- Femminili: Macey[1], Maci[1], Macie[1]

## Origine e diffusione
Il nome è attestato sporadicamente in Scozia fin dal XVI secolo come variante di Maisie (diminutivo di Mairead, la forma scozzese di Margherita.
Il suo uso successivo rappresenta però più probabilmente una ripresa del cognome inglese Macy che può avere due diverse origini: da una parte, nato come ipocoristico di Matthew; dall'altra, derivante dal toponimo francese Massy con cui si indicavano varie città; Massy a sua volta può derivare dal praenomen romano Maccius oppure da un vocabolo che vuol dire "collina".
Si tratta di un nome non molto diffuso: negli Stati Uniti risulta al 413º posto, mentre in Inghilterra e Galles risulta al 448º posto.

## Onomastico
Il nome è adespota e quindi l'onomastico viene festeggiato il 1º novembre, giorno dedicato alla festa di Ognissanti.

## Persone

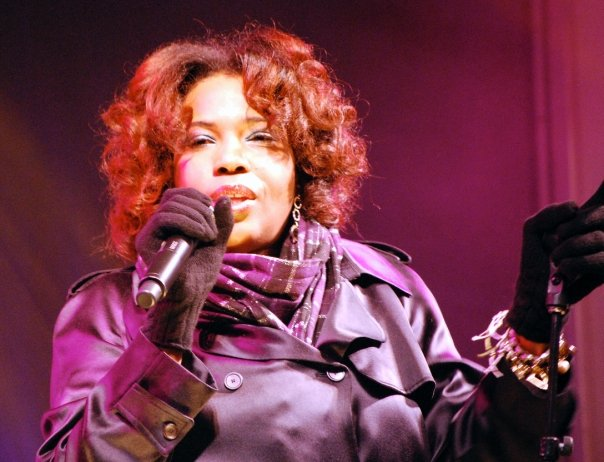
Macy Gray

- Macy Gray, cantante e attrice statunitense
- Macy Ubben, pallavolista statunitense

## Il nome nelle arti
- Macy Alexander Sharpe è un personaggio della soap opera Beautiful (The Bold and the Beautiful), interpretato dall'attrice Bobbie Eakes[4]